# سفارة المكسيك في كندا
سفارة المكسيك في كندا هي أرفع تمثيل دبلوماسي لدولة المكسيك لدى كندا. تقع السفارة في أونتاريو وهي تهدف لتعزيز المصالح المكسيكية في كندا.

## وصلات خارجية
- قائمة سفارات المكسيك
- قائمة السفارات في كندا